# L'Affaire Rabanser
Pour plus de détails, voir Fiche technique et Distribution.
L'Affaire Rabanser (Der Fall Rabanser) est un film allemand réalisé par Kurt Hoffmann sorti en 1950.

## Synopsis
Hambourg, après la Seconde Guerre mondiale. Le journaliste Peter Rabanser prépare un article intitulé "Comment j'ai volé un demi-million". Il s'est fait passer pour un photographe connue du milieu du crime auprès de deux braqueurs, Esche et Sass. Il trouve un prétexte pour les rencontrer au cours de la préparation d'une affaire dans un appartement loué sous un faux nom. Il veut prouver qu'il peut les duper sans témoins.
Pendant ce temps, Rabanser apprend que son frère a détourné l'argent de son employeur. S'il ne donne pas tout de suite 30 000 marks, il sera dénoncé. Le soir, Rabanser cherche le commissaire Schelling qui veut l'arrêter. Il craint que le lendemain les braqueurs s'en prennent à lui et le tuent pour prendre l'argent qu'il a avec lui. Le commissaire refuse de mettre Rabanser en garde à vue. À la place, il lui propose de venir dormir chez lui.
Le lendemain matin, les braqueurs reviennent dans l'appartement. Quand Rabanser plonge l'appartement dans le noir pour développer des photos, il se fait tirer dessus. Après que le journaliste reprend conscience, il découvre que les deux braqueurs ont été abattus. L'argent a disparu. Rabanser est arrêté par le commissaire Schelling qui le soupçonne d'assassinat, les braqueurs ont été abattus avec son pistolet. Peu après, il parvient à s'échapper au cours d'un transport de prisonniers. Il se cache dans la péniche de la baronne Felten, qui exploite un club de jeu illégal. Il y a avec elle Petersen, un policier qui se fait passer pour un criminel, qui lui dit avoir de bonnes relations avec le milieu et la police. Il lui révèle qu'il l'a aidé à s'évader afin qu'ensemble ils retrouvent le véritable assassin.
Entre-temps un autre meurtre a lieu. Imhoff, qui fut témoin que le sac contenant l'argent des braqueurs fut jeté par la fenêtre de l'appartement, est retrouvé mort dans le bassin du port. Le chauffeur de taxi Otto Krause, le frère de la baronne, semble avoir une piste pour découvrir son assassin. Lorsque la baronne a l'intention de téléphoner à Petersen, elle est abattue. Peter Rabanser réussit à confondre le vrai coupable. Il l'a vu tirer sur la baronne. Il s'agit du commissaire Schelling qui lui avoue les crimes. Petersen écoute dans une salle à côté. Grâce à un assaut surprise, le commissaire Vogel empêche que Rabanser soit tué. Schelling est arrêté.

## Fiche technique
- Titre original : Der Fall Rabanser
- Titre français : L'Affaire Rabanser[1]
- Réalisation : Kurt Hoffmann assisté de Fritz Stapenhorst
- Scénario : Curt Johannes Braun (de)
- Musique : Werner Eisbrenner
- Direction artistique : Franz Schroedter (de)
- Costumes : Herbert Ploberger
- Photographie : Albert Benitz
- Son : Martin Müller
- Montage : Martha Dübber (de)
- Production : Rolf Meyer
- Sociétés de production : Junge Film-Union Rolf Meyer
- Société de distribution : Neue Filmverleih
- Pays d'origine :  Allemagne de l'Ouest
- Langue : allemand
- Format : Noir et blanc - 1,37:1 - Mono - 35 mm
- Genre : Policier
- Durée : 80 minutes
- Dates de sortie :
  -  Allemagne de l'Ouest : 19 septembre 1950.
  -  France : 15 octobre 1954[1].

## Distribution
- Hans Söhnker (de) : Peter Rabanser
- Richard Häussler (de) : le commissaire Schelling
- Franz Schafheitlin : Petersen
- Carola Höhn : Dorothea Rabanser
- Inge Landgut : Steffie, la secrétaire
- Ilse Steppat : la baronne Felten
- Paul Dahlke : Dr. Georg Rabanser
- Harald Paulsen (de) : l'inspecteur Vogel
- Albert Hehn : Otto Krause
- Inge Meysel : Bruni
- Willi Rose (de) : Esche
- Werner Riepel (de) : Sass
- Josef Dahmen : Imhoff
- Hans Zesch-Ballot : le directeur de publication